# Euclystis masgaba
Euclystis masgaba är en fjärilsart som beskrevs av William Schaus 1914. Euclystis masgaba ingår i släktet Euclystis och familjen nattflyn. Inga underarter finns listade i Catalogue of Life.